# Другий уряд Ференца Дюрчаня
Уряд Угорщини складається з 14 міністерських посад.
2008 року їх обіймали:
- Ференц Дюрчань (Ferenc Gyurcsány) — Прем'єр-Міністр;
- Кінґа Ґьонц (Kinga Göncz) — Міністр закордонних справ;
- Йозеф Граф (József Gráf) — Міністр сільського господарства;
- Іштван Гіллер (István Hiller) — Міністр освіти та культури;
- Еріка Сюч (Erika Szűcs) — Міністр праці та соціальної політики;
- Пал Сабо (Pál Szabó) — Міністр економіки та транспорту;
- Гордон Байнаї (Gordon Bajnai) — Міністр місцевого самоврядування та регіонального розвитку;
- Томаш Секеї (Tamás Székely) — Міністр охорони здоров'я;
- Імре Сабо (Imre Szabó) — Міністр охорони довкілля та розвитку водних ресурсів;
- Тібор Дранковіч (Tibor Draskovics) — Міністр юстиції;
- Імре Секереш (Imre Szekeres) — Міністр оборони;
- Петер Кішш (Péter Kiss) — Міністр Кабінету Міністрів;
- Янош Вереш (János Veres) — Міністр фінансів;
- Дьордь Сільваші (György Szilvásy) — Міністр без портфеля;
- Карой Молнар (Károly Molnár) — Міністр без портфеля.